# Tőkebefektetés

CAPEX-OPEX összefüggés a felhőalapú számítástechnikában

A tőkebefektetés (angolul: Capital expenditure, röviden: CAPEX) az a pénzbeni ráfordítás, melyet a vállalat, illetve szervezet tárgyi eszköz állományának, így pl. épületek, gépjárművek, berendezések, illetve földingatlan bővítésére, karbantartására, fejlesztésére költ. Tőkebefektetésnek tekintik az új eszközbeszerzéseket, illetve amikor a pénzeszközt a meglévő eszközök hasznosélettartam-növelésére fordítják.
A tőkebefektetések különböznek a működési költségektől (OPEX), melyek alapvetően az eszközök működésével együtt járó folyamatos költségeket jelentik. Az OPEX olyan elemeket foglal magában, mint pl. a közmű-, illetve takarítási költségek. Ehhez képest CAPEX-nek az tekintendő, melynek pénzügyi hasznai túlmutatnak az aktuális üzleti éven.

## Használat
A tőkebefektetések olyan források, melyek a vállalat tárgyi eszközeinek beszerzésére, illetve funkcióbővítő fejlesztésére (upgrade) fordítanak, mint például: ingatlan, gyáregység, illetve berendezések ("Property, Plant & Equipment", PP&E). Amennyiben a tőkebefektetéshez fontos pénzügyi döntés szükséges a vállalat részéről, akkor vagy a részvényesek éves közgyűlése, vagy az igazgatóság elé kell formalizáltan benyújtani elfogadásra. Számvitelileg a tőkebefektetéseket az adott eszközre könyvelik le, mely növeli a társasági adóalapot. A CAPEX általában a pénzforgalmi kimutatásban szerepel a "Beruházások" alfejezet alatt.

## Számviteli szabályok
Adózási szempontból a CAPEX olyan költség, melyet nem lehet abban az évben levonni, amikor felmerül, illetve kifizetésre kerül. Az általános szabály az, hogy ha a beszerzett vagyontárgy élettartama hosszabb, mint az adózási év, akkor a költséget tőkésíteni kell. A tőkebefektetések költségeit amortizálni kell, más szóval le kell írni az értékcsökkenését a kérdéses eszköz élettartama alatt. Ehhez tartozik még hozzá, hogy a CAPEX adóalapot képez, mely értékesítés vagy átruházás esetén meghatározza az adófizetés mértékét. A CAPEX tipikus felhasználási területei:
1. tárgyi eszközök, illetve bizonyos esetekben nem forgalomképes eszközök beszerzése;
2. meglévő eszközök élettartamnövelő felújítása;
3. meglévő eszközök értéknövelő felújítása;
4. eszköz feldolgozása üzleti célból;
5. vagyontárgy alkalmassá tétele új, illetve eltérő használatra;
6. új üzleti tevékenység indítása, illetve megvásárlása.

Folyamatosan felmerülő kérdés a vállalati számvitelben, hogy a felmerült kiadások tőkésítendők (aktiválandók) vagy költségelendők. Utóbbiak szerepelnek az éves beszámolóban, havi bontásban. A tőkésített ráfordítások értékcsökkenése több év alatt kerül leírásra. A tőkebefektetések a mérlegben jelennek meg. A legtöbb megszokott, üzletmenethez kapcsolódó költség egyaránt amortizálható és költségelhető, a cég üzletpolitikájának függvényében. A tőkésített kamat is szétterül az eszköz élettartamán.

## Fordítás
- Ez a szócikk részben vagy egészben  a   Capital expenditure című angol Wikipédia-szócikk fordításán alapul.  Az eredeti cikk szerkesztőit annak laptörténete sorolja fel. Ez a jelzés csupán a megfogalmazás eredetét és a szerzői jogokat jelzi, nem szolgál a cikkben szereplő információk forrásmegjelöléseként.